# شامیل سابیروف
شامیل سابیروف (روسی: Шамиль Алтаевич Сабиров؛ زادهٔ ۴ آوریل ۱۹۵۹) بوکسور اهل شوروی بود.
وی در مسابقات کشوری و بین‌المللی در مجموع برندهٔ ۲ مدال طلا، ۱ مدال برنز شده‌است.